# Wilson Solano García
Wilson Andrés Solano García (Valledupar, siglo XX) es un zootecnista y político colombiano, quien se desempeñó brevemente como Gobernador de Cesar.

## Biografía
Nació en Valledupar y estudió Zootecnia en la Universidad de La Salle, en Bogotá, a la vez que se especializó en Gerencia de Empresas en la Universidad de Santander.
Comenzó su carrera profesional en la multinacional Intervet, para después trabajar como director comercial en la empresa ganadera Subastar S.A. y como jefe de mejoramiento genético de la Asociación Colombiana de Criadores de Ganado Cebú (Asocebú).
En la primera administración del Gobernador Luis Alberto Monsalvo Gnecco (2012-2015) trabajó como funcionario en la Secretaría de Agricultura, para después ser Secretario de Agricultura en el gabinete departamental entre 2014 y 2015.
Durante el segundo mandato de Monsalvo Gnecco (2020-2021), volvió a ocupar la jefatura de la Secretaría de Agricultura. El 27 de julio de 2020 fue designado como Gobernador Encargado de Cesar por el presidente Iván Duque Márquez, tras que la Corte Suprema de Justicia condenara a Monsalvo por corrupción. Su breve mandato duró hasta el 1 de octubre, cuando Monsalvo fue absuelto y restituido en el cargo.